# Нови Ниш
Нови Ниш је планирани урбанистичко-грађевински пројекат изградње стамбено-пословног комплекса на месту некадашње касарне "Бубањски херији" у градској општини Палилула у Нишу. Инвеститор је Америчка компанија Клин ерт капитал (енгл. Clean Earth Capital).

## Преглед
Само језгро комплекса биће малопродајни објекат, који ће бити доста различит од свих осталих шопинг центара у Југоисточној Европи. То трговачко језгро биће окружено приступачним стамбеним јединицама које ће комплетирати малопродајну зону као интегрисану област становања, трговине, слободних активности и друштвене интеракције. Такође, у оквиру комплекса, планирана је изградња хотела средње класе,као и пословни простор и спортски објекти.
Предвиђена је и изградња техничког факултета, који ће бити директно повезан са једном америчком образовном установом. У плану је такође изградња регионалног медицинског објекта са специфичним фокусом. Све ове компоненте су већ потврђене мастер планом.
Према плану, комплекс „Бубањски хероји“ имаће и савремени бизнис центар, водени парк, тениске терене, олимпијски базен на отвореном, зграду Универзитета, студентски дом и луксузне апартмане.Прве зграде планиране су за пролеће 2015. године. Изградња целог комплекса трајаће 8-10 година.
Нови Ниш простираће се на око 300.000 квадрата на земљишту површине 15 хектара и биће нови центар општине Палилула, једне од пет градских општина.
У изградњи стамбеног дела комплекса биће употребљени монтажни елементи у складу са техникама које се користе у Америци.
У току су преговори са неким фирмама у Америци и на Блиском истоку, које су вољне да дођу у Ниш и почну сарадњу са локалним партнерима. Та методологија ће омогућити да се гради брзо и ефикасно и, што је најважније, радна локација ће бити најчистија и најсигурнија у Србији.
За изградњу комплекса биће ангажоване локалне компаније, док је за ЛЕЕД сертификацију потписан уговор са АЕКОМ из Вашингтона.

## Мастер план
Мастер план за пројекат "Нови Ниш" урађен је у пројектантском бироу "Форма антика". Цео мастер план има више од 500 страна, заједно са више од 60 цртежа, подељених у четири књига у кожном повезу. Мастер план представљен је у Градској кући маја 2012. године.
У Августу, 2013, Град Ниш и градска управа за урбанизам одобрили су урбанистички пројекат Нови Ниш.